# Varades
Varades korábbi község Franciaországban, Loire-Atlantique megyében. 2016. január 1-jén három másik községgel egyesült és Loireauxence új község része lett.
Lakosainak száma 3708 fő (2018. január 1.). Varades Saint-Florent-le-Vieil községgel határos.

## Népesség
A település népessége az elmúlt években az alábbi módon változott:
| Lakosok száma | 2565 | 2741 | 2882 | 3039 | 3190 | 3517 | 3605 | 7733 | 3770 | 3708 |
|               | 1962 | 1968 | 1975 | 1990 | 1999 | 2008 | 2013 | 2016 | 2017 | 2018 |